# Jeune Femme au miroir
Jeune Femme au miroir est un tableau impressionniste réalisé par le peintre français Auguste Renoir vers 1915.

## Description
Cette huile sur toile impressionniste représente une jeune femme en chapeau à fleurs se regardant dans un miroir à main. Son modèle est Catherine Hessling, présentée à l'artiste par Henri Matisse, et qui sera plus tard épousée par son fils Jean.

## Postérité
Léguée en 1954, l'œuvre est conservée au musée des Beaux-Arts de Rouen, à Rouen.
En 2024, il est révélé qu'un audit récent permet de formuler de forts soupçons quant à la légitimité de sa provenance : elle a probablement été spoliée pendant la Seconde Guerre mondiale.